# Hans Andre
Hans Andre (* 21. Jänner 1902 in Innsbruck; † 15. Mai 1991 in Innsbruck) war ein österreichischer Bildhauer und Maler.

## Leben

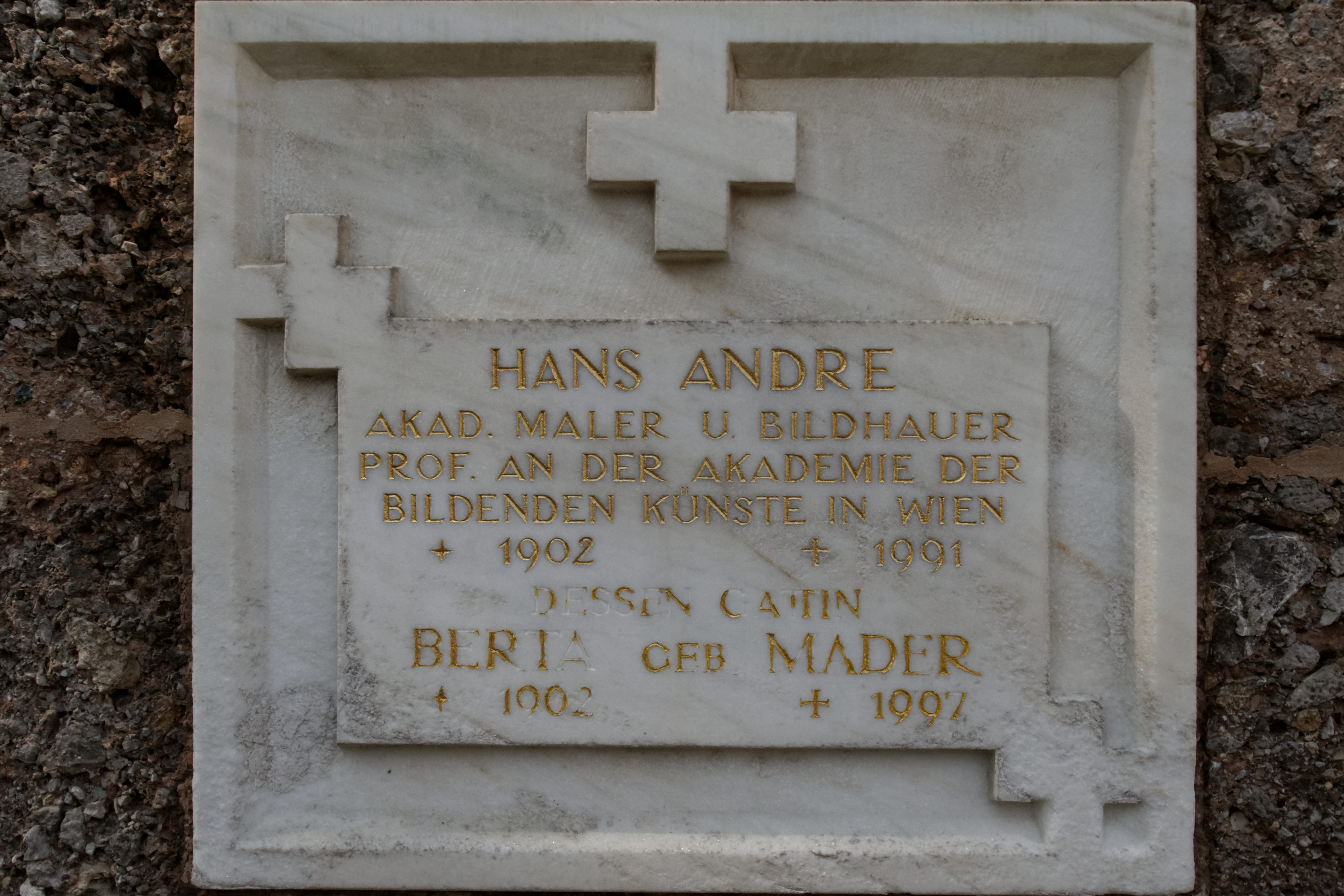
Grabmal im Friedhof der Basilika Wilten

Hans Andre besuchte von 1918 bis 1921 die Gewerbeschule in Innsbruck bei Ferdinand Stabinger und von 1924 bis 1929 die Kunstgewerbeschule Wien bei Eugen Steinhof. Er war Mitarbeiter von Clemens Holzmeister und erhielt 1932 ein Staatsatelier. 1935 wurde er in den Kunstbeirat der Stadt Wien berufen, ab 1936 lebte und arbeitete er vorwiegend in Innsbruck.
Nach dem Zweiten Weltkrieg war er an der Wiederherstellung beschädigter Kirchen in Tirol beteiligt und schuf unter anderem barockisierende Fresken für die Spitalskirche, die Servitenkirche und den Dom zu St. Jakob in Innsbruck. Die Berufung auf eine Professur an der Hochschule für Angewandte Kunst Wien 1945 nahm er nicht an. 1953 erhielt er den Berufstitel Professor, von 1954 bis 1967 lehrte er als Professor an der Akademie der bildenden Künste Wien.
Hans Andre schuf Skulpturen, Fresken, Ölbilder und Entwürfe für Glasfenster. Sowohl seine Skulpturen als auch seine Malereien zeigen einen barockisierenden, traditionellen Charakter.

## Auszeichnungen
- Ehrenzeichen des Landes Tirol, 1960
- Päpstlicher Silvesterorden, 1986
- Ehrenzeichen für Kunst und Kultur der Stadt Innsbruck, 1990[1]

## Werke

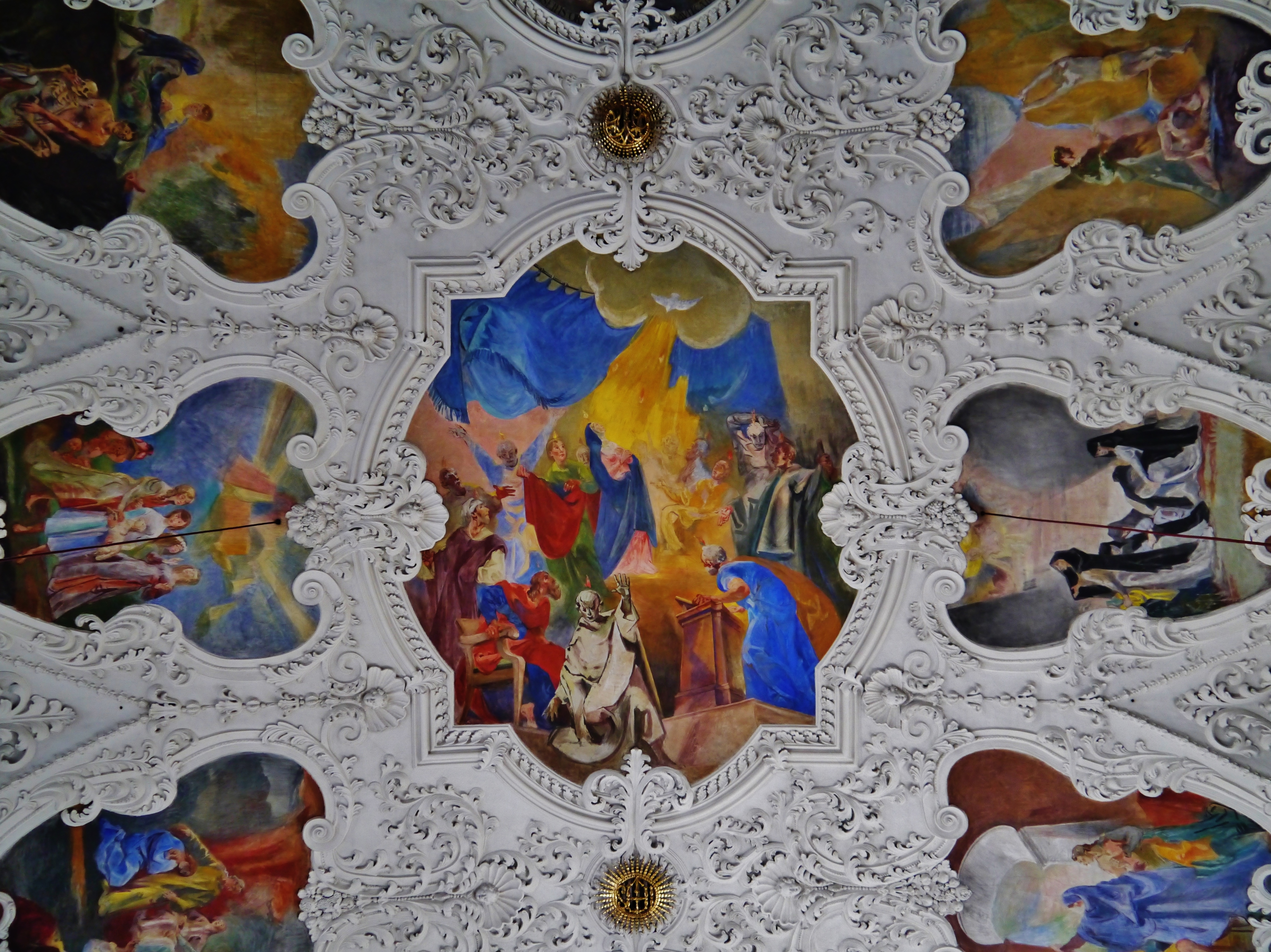
Deckenfresken in der Innsbrucker Spitalskirche

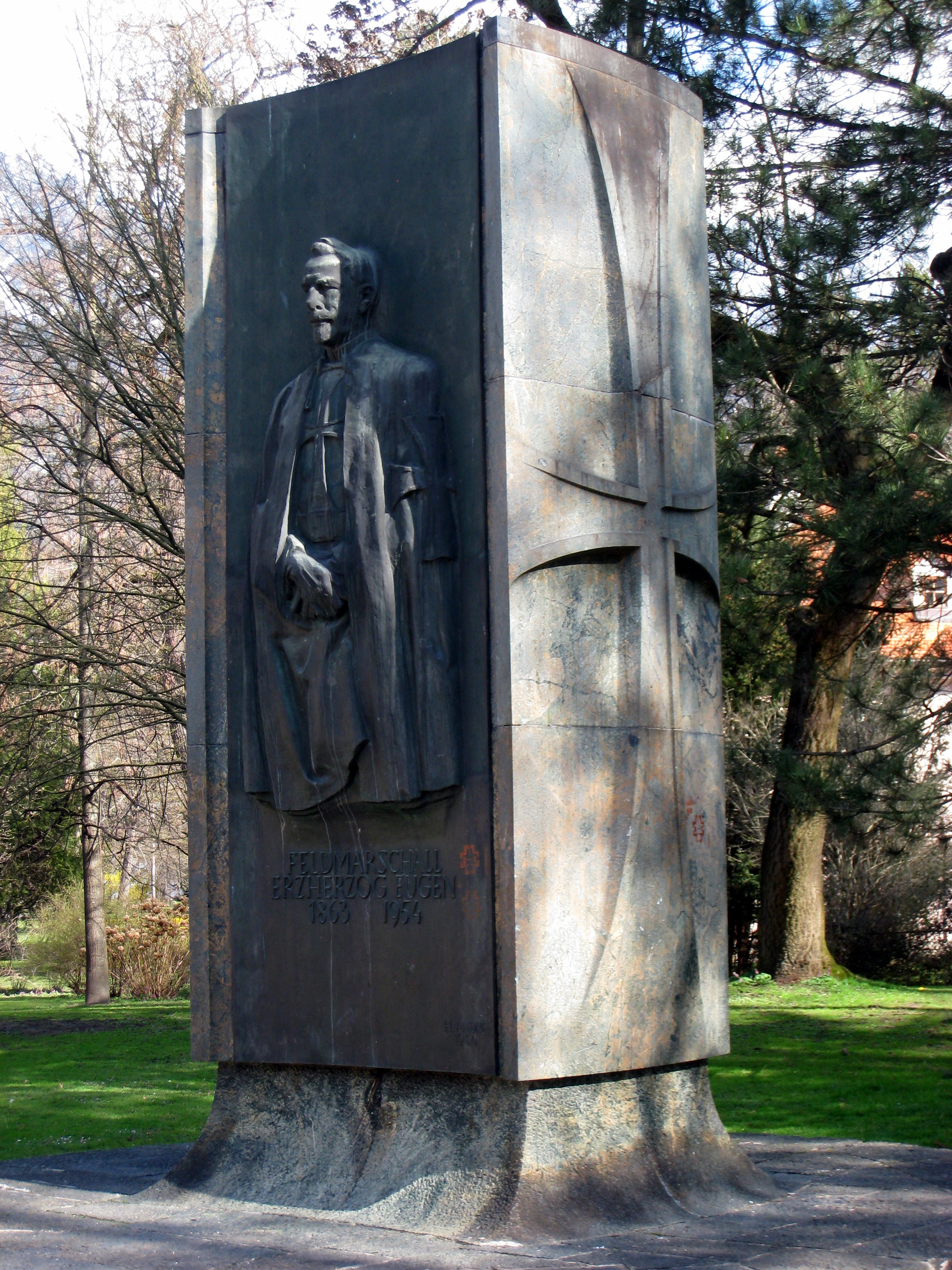
Erzherzog-Eugen-Denkmal in Innsbruck (1957)

- Neustädter Madonna in der Erlöserkirche in Wiener Neustadt, zuerst beim Österreichischen Katholikentag 1930 in Wien-Schönbrunn
- Kreuzwegstationen und Weihwasserbecken in der Pfarrkirche Dornbach in Wien (1931/32)
- Judas-Thaddäus-Statue in der Seitenkapelle, Pfarrkirche Krim, Wien (1932)
- Skulpturen an den Fensterpfosten, Geschäfts- und Wohnhaus Maria-Theresien-Straße 25 in Innsbruck (um 1933)[2]
- Bronze-Brunnen am Goldenen Dachl in Innsbruck (1934)
- Fresko St. Josef, Schutzherr und Helfer der Bedrängten an der Altarwand der Pfarrkirche Sandleiten und Relief Schweißtuch der Hl. Veronika am Haupteingang zum Pfarrhof (1935/36)
- Relief des Stadtwappens mit Engel und Bürgerpaar am Alten Rathaus in Innsbruck (1939)[3]
- Fresko am Chor außen, Pfarrkirche hl. Martin in Schlitters (1940)[4]
- Gewölbemalereien, Pfarrkirche hl. Lambert in Lans (1944)[5]
- Deckenfresken, Wallfahrtskirche Heiligwasser (1945)[6]
- Wandmalerei Verehrung der Muttergottes an der Westfront der Pfarrkirche Amras (1945)
- Bildtafeln der Kreuzwegstationen am Weg nach St. Georgenberg (1946; teilweise durch Wolfram Köberl erneuert)[7]
- Deckenfresken (1947) und Fresko des Gnadenstuhls an der Außenwand (1953), Servitenkirche, Innsbruck[8]
- Glasmalerei im Chor der Pfarrkirche Großwetzdorf (um 1950)
- Gewölbemalereien, Pfarrkirche St. Anton am Arlberg (1951)[9]
- Deckenfresken Martyrium des hl. Laurentius und Steinigung des hl. Stephanus, Stiftskirche Wilten (1952)[10]
- Skulpturen in den Nischen und am Giebel der Fassade des Doms zu St. Jakob, Innsbruck (1956/1960)[11]
- Statuen der Erzbischöfe im Wiener Stephansdom (1957)
- Erzherzog-Eugen-Denkmal in Innsbruck (1957)
- Hannes-Schneider-Denkmal in St. Anton am Arlberg (1957)
- Deckenfresken, Spitalskirche, Innsbruck (1962)[12]
- Kriegerdenkmal am Wiener Zentralfriedhof
- Altar mit Baldachinaufbau aus Silberblech mit Figur Maria mit Kind in der Pfarrkirche Mariahilf in Bregenz